# Aeroportul Warracknabeal
Aeroportul Warracknabeal (IATA: WKB, ICAO: YWKB) este un aeroport din Victoria, Australia. A fost numit după Warracknabeal⁠(d).
Situat la o altitudine de 118 m, aeroportul dispune de o singură pistă. Este operat de Shire of Yarriambiack⁠(d).